# Palacio episcopal de Castres
El palacio episcopal de Castres es una antigua residencia de obispos en la época en que Castres era sede de un obispado. Fue catalogado como monumento histórico desde el 18 de junio de 1927 y clasificado en parte desde septiembre de 1987.

## Histórico
Benoît d'Aniane fundó un monasterio en Castres bajo Carlomagno, que se adjuntó a la abadía de Saint-Victor en Marsella en 1074, mientras avanzaban obras a orillas del Agout. Los edificios de la época se ubicaban entre el palacio actual y la catedral de Saint-Benoît. Queda una torre de las murallas que rodeaban la abadía, el resto fue destruido durante la apertura de la rue Henri IV durante la Revolución.
La ciudad de Castres fue erigida como obispado en 1317 por el papa Juan XXII. El alojamiento del prelado estaba instalado en los locales de la abadía.
Castres sufrió mucha destrucción durante las guerras de religión y los trabajos de reconstrucción fueron necesarios en el siglo XVII.
La construcción del palacio actual se inició en 1666 a petición del obispo Michel de Tubœuf. Jules Hardouin-Mansart dibuja los planos y fue inaugurado en 1673.
La construcción es parte de un vasto proyecto de remodelación del vecindario. La catedral de Saint-Benoit fue restaurada unos años antes, y las murallas serían demolidas para crear los jardines del obispado diseñados por André Le Nôtre . A principios del siglo XX, el teatro municipal viene a cerrar las obras.
Su función como palacio episcopal cesó en 1801, cuando se abolió el obispado de Castres, englobado en la archidiócesis de Albi, Castres y Lavaur. Luego, fue entregado a las autoridades seculares. Allí se instaló el consistorio de Castres y en 1840, parte de las galerías del primer piso albergaba el museo Goya.

## Descripción
Es un edificio de estilo clásico. Una gran puerta de vidrio rematada con una bandera azul, blanca y roja está enmarcada por grandes ventanas blancas de paneles pequeños. A la derecha, la torre medieval de San Benito del siglo IX cierra un patio enrejado por un muro y una entrada con columna y capitel. En el lado del jardín la fachada larga y homogénea, con 26 ventanas y una gran puerta que da acceso a un vestíbulo de entrada. Del lado de la calle, un patio está cerrado por un muro abierto por una puerta con columnas. La esquina norte del patio está ocupada por una torre que data de la abadía medieval. En este patio se encuentra la entrada al museo. Otro patio interior está completamente rodeado de edificios. La fachada tiene una puerta de cristal.

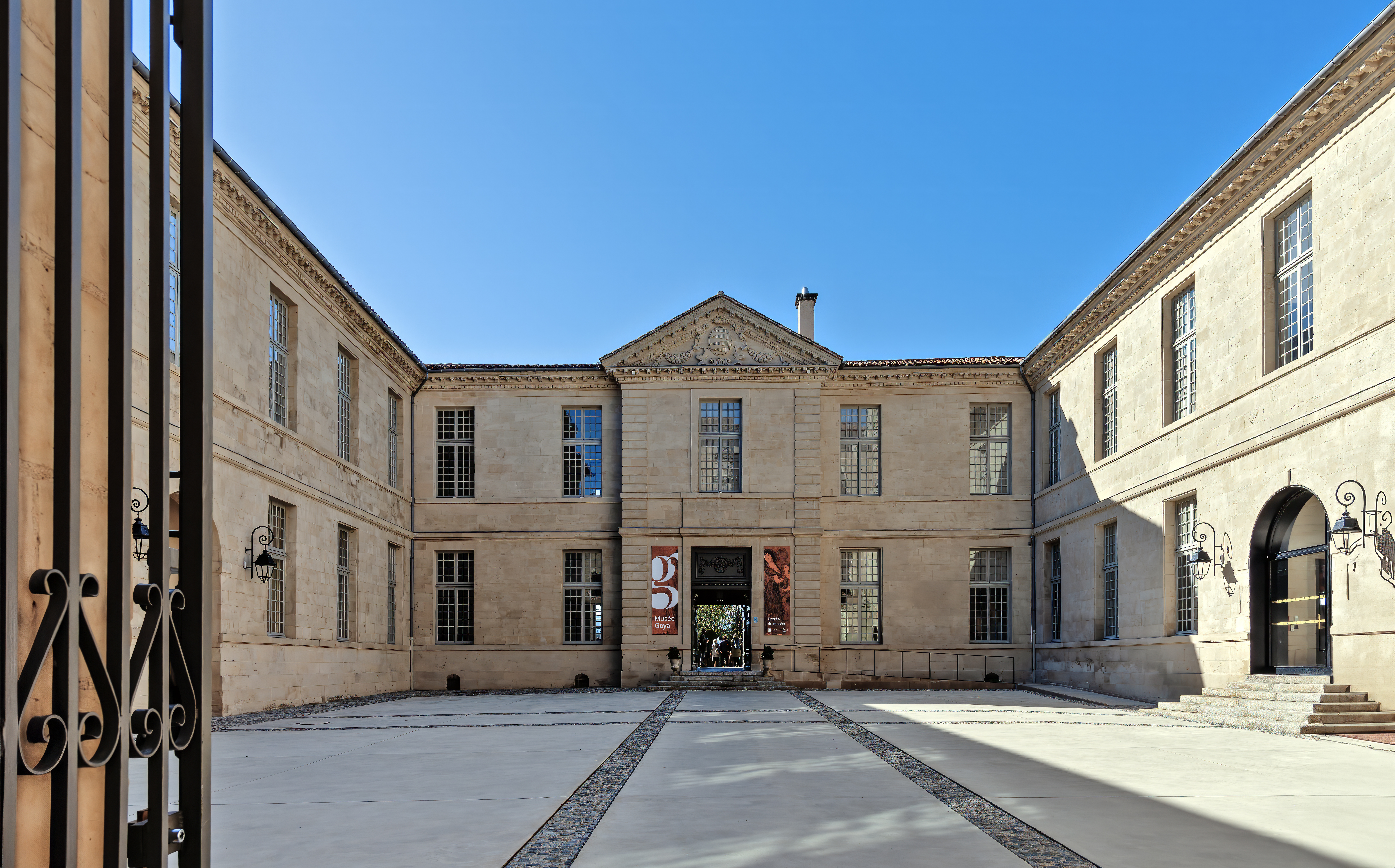
Patio del palacio episcopal diseñado por Jules Hardouin Mansart, arquitecto del rey de Francia Luis XIV.
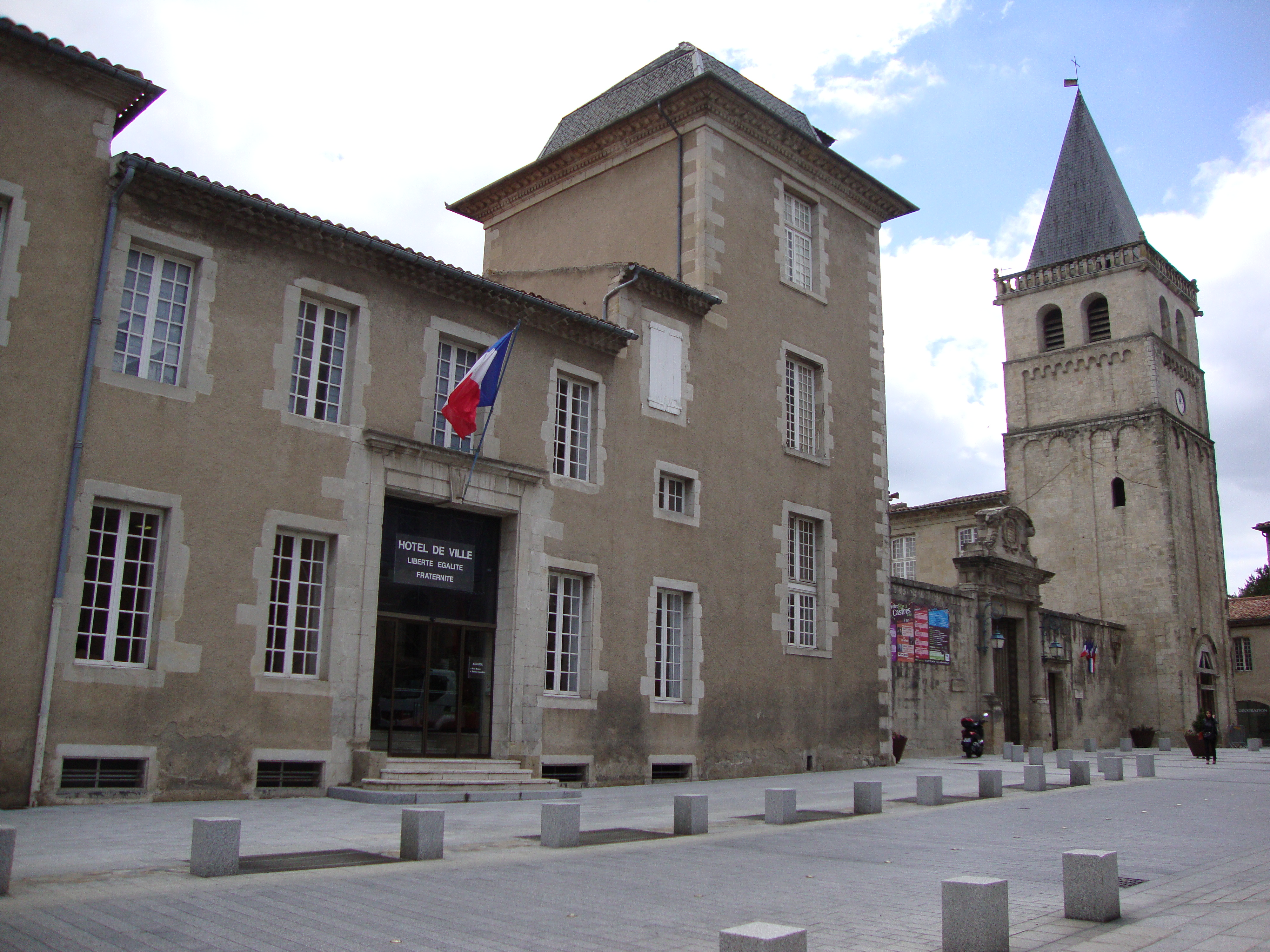
Torre de San Benoît del siglo IX integrada en el Obispado en el siglo XVII por Jules Hardouin Mansart.
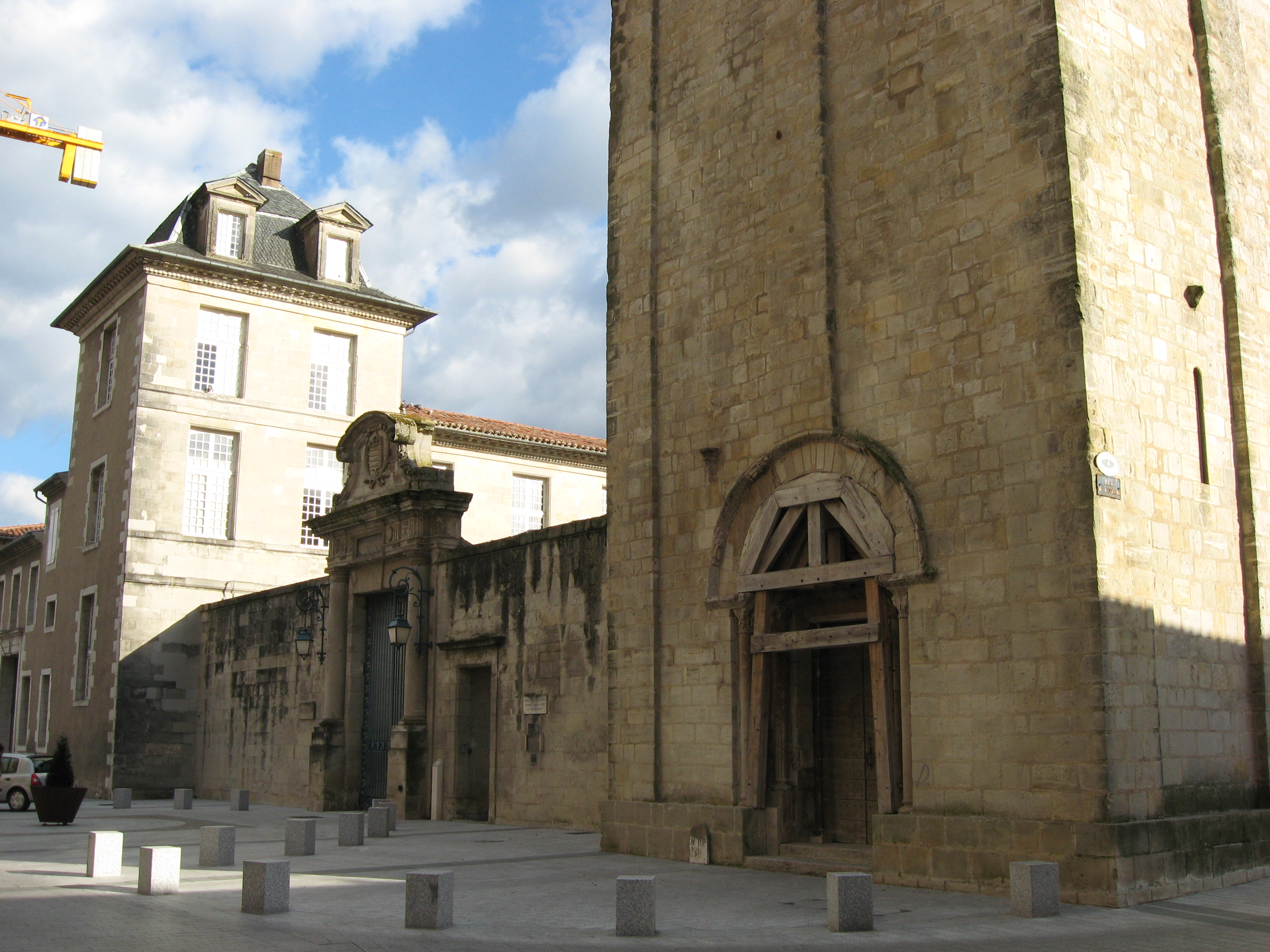
Entrada al patio del Obispado y torre de Saint-Benoît del siglo IX.